# Tempio di Padmanabhaswamy
Il tempio di Padmanabhaswamy è un tempio indù di Thiruvananthapuram, Kerala, India.
È stato costruito con una fusione intricata di stile tipico del Kerala e di stile dravidico (kovil) simile ai tempi costruiti nello stato confinante di Tamil Nadu e caratterizzato da alte mura e da un Gopuram del XVI secolo. Mentre il Moolasthanam del tempio è il tempio di Ananthapuram a Kumbala nel distretto di Kasargod, architettonicamente in una certa misura, il tempio è una replica del tempio di Adikesava Perumal di Thiruvattar, nel distretto di Kanyakumari
La principale divinità del tempio è Visnù rappresentata nella postura "Anantha Shayanam", nello stato mentale di Yoga nidra su una Shesha. Sree Padmanabhaswamy è la divinità protettrice della famiglia reale di Travancore. Il Maharaja di Travancore Moolam Thirunal Rama Varma è il fiduciario del tempio.
In linea con la proclamazione sull'ingresso nei templi, l'ingresso è permesso solo a chi professa la religione indù e che quindi seguono una rigorosa etichetta sull'abbigliamento Il nome della città di Thiruvananthapuram in Lingua malayalam significa "La città del Signore Ananta", riferito alla divinità del Tempio di Padmanabhaswamy.

## Note

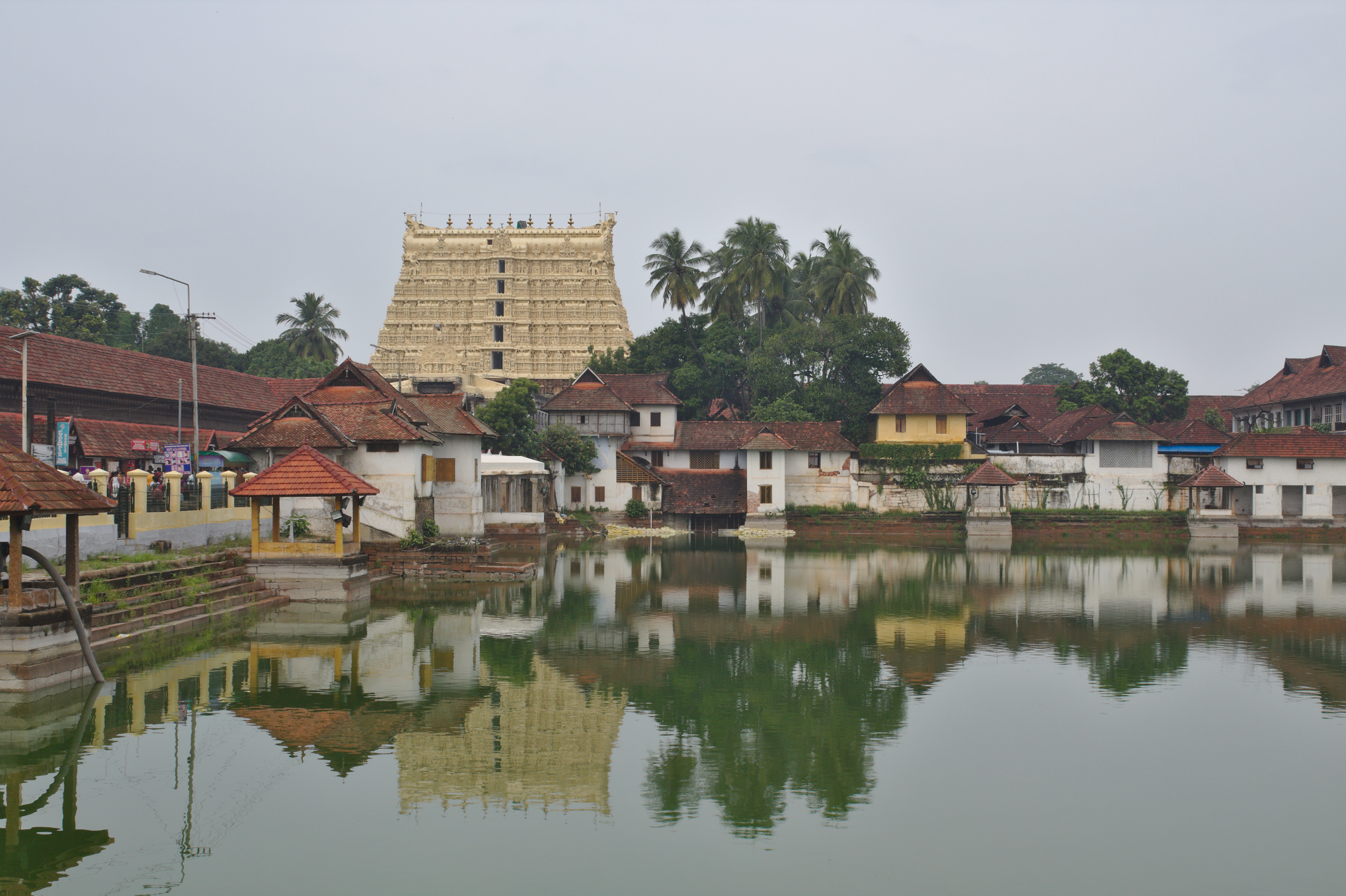
Il Tempio di Padmanabhaswamy